# 玉龙街道 (大同市)
玉龙街道是中华人民共和国山西省大同市云冈区下辖的一个镇。2021年3月，撒销白洞街道、大斗沟街道、四老沟街道、同家梁街道和永定庄街道，合并设立玉龙街道。以原白洞街道、原大斗沟街道、原四老沟街道、原同家梁街道、原永定庄街道的行政区域为玉龙街道的行政区域。

## 行政区划
玉龙街道下辖以下地区：
桥西街社区，店新街社区，幸福街社区、晾马台街社区、新乐街社区和建西街社区，永前街社区、小南湾社区、岩新街社区和土塘里社区，菜园街社区、同中街社区、道南街社区和道北街社区。